# Budhichaur
Budhichaur (nep. बुढीचौर) – gaun wikas samiti w środkowej części Nepalu w strefie Narajani w dystrykcie Makwanpur. Według nepalskiego spisu powszechnego z 2001 roku liczył on 361 gospodarstw domowych i 2085 mieszkańców (1009 kobiet i 1076 mężczyzn).